# Zuniceratops
Zuniceratops (nghĩa là "mặt xường Zuni") là một chi khủng long ceratopsia sống vào trung Turonian của thời kỳ Creta muộn tại nơi ngày nay là New Mexico, Hoa Kỳ. Zuniceratops được phát hiện năm 1996, bởi Christopher James Wolfe năm 8 tuổi, con trai của nhà cổ sinh vật học Douglas G. Wolfe, tại thành hệ Moreno Hill ở miền trung-tây New Mexico. Người ta đã tìm thấy một hộp sọ cùng với nhiều chiếc xương của nhiều cá thể khác nhau. 